# Jack Fleck
Jack Fleck, född 7 november 1921 i Bettendorf i Iowa, död 21 mars 2014 i Fort Smith i Arkansas, var en amerikansk golfspelare.
Fleck blev professionell 1939 och arbetade som klubbprofessional på olika golfklubbar i Davenport, Iowa. Han var klubbprofessional på två kommunala banor i Davenport när han vann majortävlingen US Open 1955 på Olympic Country Club i San Francisco. Han gick de fyra rundorna på 287 slag och vann efter särspel med tre slag före Ben Hogan. Före segern hade Fleck aldrig vunnit en proffstävling. Han ställde upp i 41 tävlingar på den amerikanska PGA-touren.
Fleck arbetade även som banarkitekt och valdes in i Iowa Golf Hall of Fame 1989.